# 欧文 (肯塔基州)
欧文（英語：Irvine），是美国肯塔基州的一座城市。建立于1812年，面积约为3.9平方公里（1.5平方英里）。根据2010年美国人口普查，该市的人口为2,715人。